# 7260 Metelli
7260 Metelli este un asteroid din centura principală de asteroizi.

## Descriere
7260 Metelli este un asteroid din centura principală de asteroizi. A fost descoperit pe 18 martie 1994 la observatorul astronomic Santa Lucia din Stroncone. Asteroidul prezintă o orbită caracterizată de o semiaxă mare de 2,90 ua, o excentricitate de 0,01 și o înclinație de 2,8° în raport cu ecliptica.